# Ruben Heinrich
Ruben Heinrich (* 3. November 1981) ist ein deutscher Profi-Tischfußballspieler. Er wurde mehrfach deutscher Meister und errang 2022 in Nantes den Titel des Weltmeisters im Herren-Einzel.

## Tischfußball Laufbahn
Heinrich spielte Tischfußball zunächst in der Schule und später in Kneipen und Discotheken. Während seines Studiums in Hannover begann er beim Verein KGB Hannover zu trainieren und auf höherem Niveau zu spielen. Seit 2003 ist er regelmäßig auf Turnierebene aktiv und konnte dabei zahlreiche Erfolge erzielen, darunter den Titel des Deutschen Meisters, Rekord-Mannschaftsmeister, Champions-League Sieger und Weltmeister im Herren-Einzel. Beruflich ist er als Sonderpädagoge tätig.

## Erfolge

### Rangliste
| Rangliste           | Platz | Meldungen |
| 2023                | 2023  | 2023      |
| ------------------- | ----- | --------- |
| Herren              | 93    | 1515      |
| 2024                |       |           |
| Herren              | 23    | 1235      |
| Herren (Challenger) | 24    | 1122      |

### Meldungen (Auswahl)
Auswahl: Podiumsplätze:
| Turnier                | Datum           | Ort                | Disziplin      | Platz | Meldungen |
| 2023                   | 2023            | 2023               | 2023           | 2023  | 2023      |
| ---------------------- | --------------- | ------------------ | -------------- | ----- | --------- |
| Challenger             | Sa., 08.07.2023 | Hannover           | Offenes Doppel | 1     | 40        |
| Challenger             | Sa., 19.08.2023 | Kixx Hamburg       | Offenes Doppel | 3     | 71        |
| Challenger             | Sa., 07.10.2023 | Hannover           | Offenes Doppel | 1     | 55        |
| ITSF Pro               | Sa., 21.10.2023 | Braunschweig       | Offenes Doppel | 2     | 66        |
| Challenger             | Sa., 25.11.2023 | Hannover           | Offenes Doppel | 1     | 33        |
| 2024                   |                 |                    |                |       |           |
| Deutsche Meisterschaft | Sa., 20.01.2024 | Bad Neustadt       | Herren Doppel  | 1     | 91        |
| Challenger             | Sa., 27.01.2024 | Krökelbar Hannover | Offenes Doppel | 1     | 55        |
| Challenger             | Sa., 29.06.2024 | Kixx Hamburg       | Offenes Doppel | 3     | 68        |
| Challenger             | Sa., 06.07.2024 | Krökelbar Hannover | Offenes Doppel | 1     | 42        |
| Challenger             | Sa., 10.08.2024 | Kixx Hamburg       | Offenes Doppel | 2     | 87        |
| Challenger             | Sa., 12.10.2024 | Kixx Hamburg       | Offenes Doppel | 1     | 74        |

### Disziplin
| Mannschaft  | Wettbewerbe                                                  |
| 2023        | 2023                                                         |
| ----------- | ------------------------------------------------------------ |
| Hannover 96 | 1. Herrenbundesliga Hauptrunde, 1. Herrenbundesliga Vorrunde |
| 2024        |                                                              |
| Hannover 96 | 1. Herrenbundesliga Hauptrunde, 1. Herrenbundesliga Vorrunde |
| 3. National | Schiedsrichter                                               |